# Banc Central d'Hondures
El Banc Central d'Hondures, oficialment i en castellà Banco Central de Honduras és el principal banc de la república d'Hondures, i té com a tal amb la responsabilitat monetària exclusiva del país.

## Fundació
El banc va començar les seves activitats l'1 de juliol de 1950 basat en una llei nacional, i el seu establiment va permetre unificar per primera vegada sota la tutela de l'Estat hondureny, els diversos mitjans de pagament existents en aquell moment, i va nacionalitzar i va centralitzar l'autoritat monetària i de crèdit de la nació. La llei de creació del Banc va ser promulgada el 3 de febrer del mateix any i va entrar en vigor al cap de 5 mesos, amb la finalitat de permetre al seu propietari, l'advocat Roberto Ramírez, regularitzar la seva reglamentació operativa i adaptar-la als canvis. Si bé la lempira ja era de curs legal abans de la creació del Banc, només a partir de llavors la divisa va passar a estar sota la tutela i el control estatals.

## Cultura i educació
En la seva seu al bulevard de les Forces Armades, el Banc Central d'Hondures té tres espais museístics i culturals: la Biblioteca Roberto Ramírez, el Museu Numismàtic Rigoberto Borjas i la Pinacoteca Arturo H. Medrano.
La Biblioteca Roberto Ramírez va ser fundada el 1950 i s'especialitza en temes econòmics, per a consulta pública i recerques. El Museu Numismàtic Rigoberto Borjas té una col·lecció de més de 4.000 peces de la història i col·lecció de paper moneda, monedes i encunys en ús durant les diferents èpoques de la història hondurenya, des de l'època prehispànica i colonial de Nova Espanya fins a la republicana i la contemporània. La Pinacoteca Arturo H. Medrano compta amb una col·lecció de 700 pintures d'artistes hondurenys des de 1920 fins a l'era contemporània.

## Seu
El Banc Central compta amb oficines a les ciutats de Tegucigalpa, Sant Pedro Sula, La Ceiba i Choluteca.
En data 11 d'octubre de 2016 va ser inaugurat pel President d'Hondures Juan Orlando Hernández, el president del Banc Central, President del Congrés Nacional d'Hondures i president de la Cort Suprema de Justícia d'Hondures, el nou edifici seu del Banc Central d'Hondures, començat l'any 2012 a un cost de US$ 60 milions de Dòlars en el Centre Cívic Governamental de Tegucigalpa, DC. Aquest edifici té una capacitat per a 1.100 empleats i una altura de 80 metres.

## Expresidents
- Roberto Ramírez
- Alberto Galeano
- Guillermo Bueso
- Gonzalo Carías
- Ricardo Maduro Joest
- Roberto Gálvez
- Hugo Noé Pino
- Emin Barjum
- Victoria Díaz de Asfura
- María Elena Mondragón
- Gabriela Núñez
- Edwin Araque Bonilla
- Sandra Regina de Midence
- Marlón Tábora Muñóz
- Manuel de Jesús Bautista Flores